# Одиниці вимірювання маси

## Одиниці вимірюваннямаси

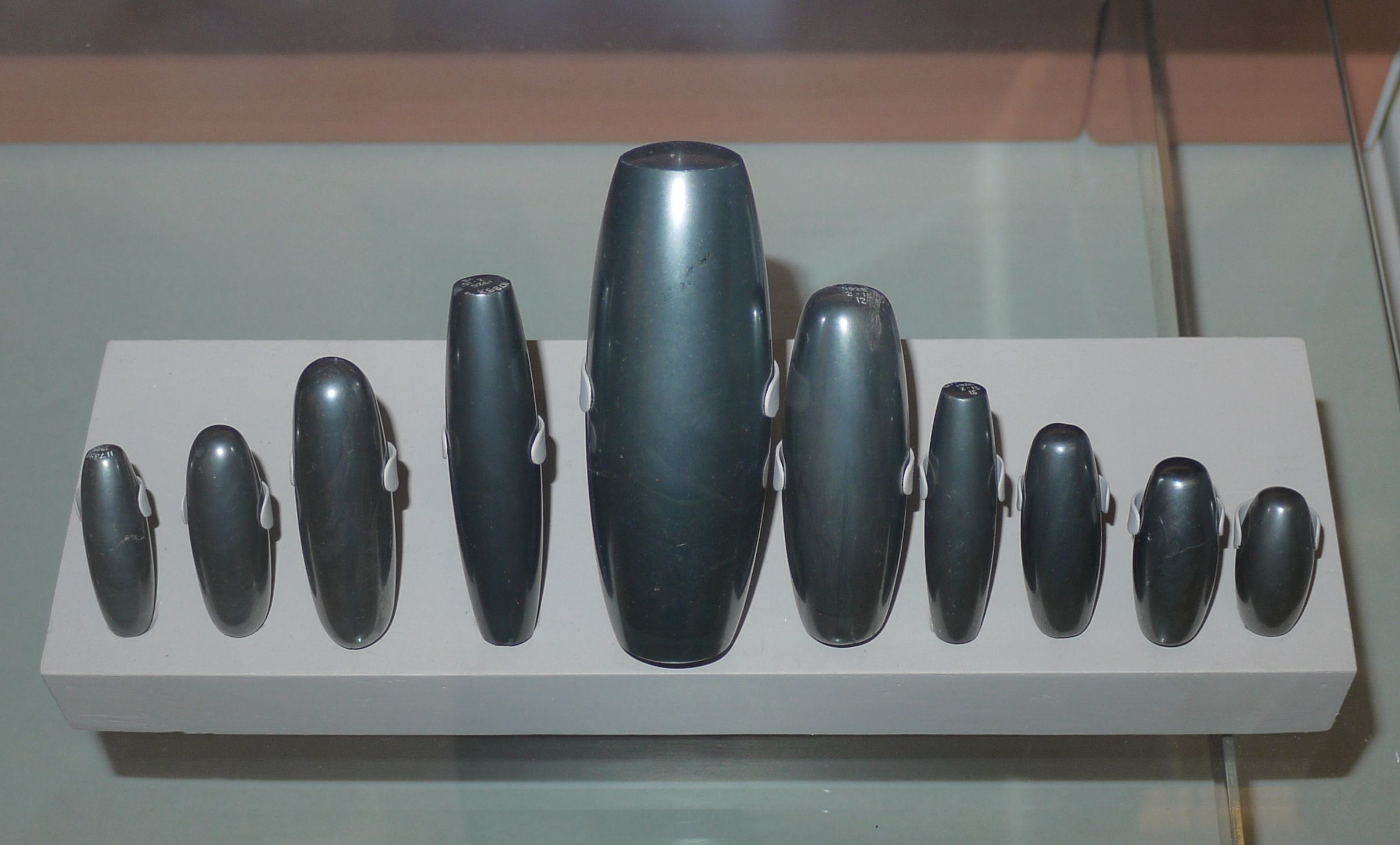

Історично багато мір маси були кратні еталону — масі зерна (насіння) різних рослин: пшениці, ячменю (див. гран), деяких бобових, рису, гречки, гірчиці, деяких кактусів (в Америці).
Популярною мірою ваги виступали монети: були «під рукою» і мали нормовану вагу. Звідки критерій ціни «дорожче за золото/срібло».

### Метрична система
Спочатку одиницею вимірювання маси у метричній системі одиниць був грам, що визначався як маса 1 см3 дистильованої води за температури 4 °C і тиску в 1 атмосферу.
В даний час в Міжнародній системі одиниць (SI) в якості одиниці вимірювання маси прийнятий кілограм, що є однією із семи основних одиниць SI, а грам являє собою частку кілограма, що дорівнює 1/1000 кілограма. За визначенням, що діяло до 2019 року, «кілограм є одиниця маси, що дорівнює масі міжнародного прототипу кілограма». У свою чергу, міжнародний прототип кілограма являє собою циліндр діаметром і висотою 39,17 мм, виготовлений з платиноірідієвого сплаву (90 % платини, 10 % іридію), що зберігається в Міжнародному бюро мір і ваг, розташованому в місті Севр біля Парижа. XXVI Генеральна конференція з мір і ваг (13-16 листопада 2018 року) схвалила нове визначення кілограма, засноване на фіксації чисельного значення постійної Планка. Рішення набуло чинності 20 травня 2019 року. За цього з практичної точки зору значення кілограма як одиниці вимірювання не змінюється, але існуючий «прототип» (еталон) більше не буде визначати кілограм, а буде переданий до музею.
Крім того, кілограм є одиницею маси і належить до основних одиниць у системах МКС, МКСА, МКСК, МКСГ, МКСЛ, МКГСС.
В даний час
- Тонна — 106 (1 000 000) грамів, або 1000 кілограмів.
- Центнер — 105 (100 000) грамів, або 100 кілограмів.
- Карат — 0,2 грама.

### Одиниці маси в науці
- Атомна одиниця маси (а. о. м., дальтон) = 1,660 538 921(73)× 10−27 кг = 1,660 538 921(73)× 10−24 г[5](в хімії високомолекулярних сполук та біохімії застосовуються також кратні одиниці кілодальтон, мегадальтон).
- Сонячна маса M☉ = 1.98847(7)× 1030 кг[6][7].
- Електронвольт, 1 ев = 1,782 661 845(39)× 10−36 кг[8]; застосовуються також кратні (кілоелектронвольт, кев; мегаелектронвольт, Мев, гігаелектронвольт, Гев; тераелектронвольт, Тев) і дольові (мілліелектронвольт, мев) одиниці.
- Маса електрона me = 9,109 382 91(40)× 10−31 кг[9].
- Маса протона mp = 1,672 621 777(74)× 10−27 кг[10].
- Планківська одиниця маси MPl = 2,176 51(13)× 10−8 кг[11].

### Американська система
(див. також Англійська система мір)
- Стоун — 14 фунтів, або 6,35029318 кг
- фунт — 453,59237 г (точне і офіційне значення)
- Унція — 1/16 фунта, або 1/224 стоуна, або 28,349523125 р
- Драхма (одиниця вимірювання маси, США) — 1/16 унції, або 1/256 фунта, або 1/3584 стоуна, або 1,7718451953125 р
- Гран — 1/98000 стоуна, або 1/7000 фунта, або 1/437,5 унції, або 1/27,34375 драхми, або 64,79891 мг
- Коротка тонна = 20 коротких хандредвейтов = 2000 фунтів = 0,90718474 т
- Короткий хандредвейт = 100 фунтів = 45,359237 кг

### Британська аптечна система
(див. також Англійська система мір)
- Тройський фунт (одиниця виміру), або аптечний фунт = 373,2417216 грама
- Тройська унція = 1/12 тройського фунта, або 31,1034768 грама
- Драхма (одиниця вимірювання маси, Велика Британія) = 1/8 тройської унції, або 1/96 тройського фунта, або 3,8879346 грама
- Скрупул = 1/3 драхми, або 1/288 тройського фунта, або 1,2959782 грама
- Гран = 1/20 скрупула, або 0,06479891 р

### Давньоруська система
- Берковець = 164 кілограми
- Пуд = 1/10 берковця = 40 фунтів = 1280 лотам = 3840 золотникам = 368 640 долям = 16,3804815 кг
- Фунт = 409,5120375 грамів
- Лот = 1/32 фунта = 3 золотникам = 288 долям = 12,797 251 191 395 300 грамма
- Золотник = 1/96 фунта = 4,26575417 р
- Доля = 1/96 золотника = 44,435 міліграма

### Європейські міри маси
(див. також Англійська система мір)
- Аса — Німеччина, Голландія = 0,048063 р
- Англійська тонна (або довга) = 1,016 т
- Марка — одиниця ваги срібла або золота у середньовічній Західній Європі, приблизно рівна 8 тройським унціям (249 г). Пізніше марка стала використовуватися як грошова одиниця в Англії, Шотландії, Німеччині та скандинавських країнах.
- Тод — Англія = 12 торгових фунтів = 5,44310844 кг
- Феркін — Англія = 56 фунтів = 25,40117272 кг або = 64 фунтів = 29,02991168 кг
- Хандредвейт — Англія = 112 торгових фунтів = 50,80234544 кг
- Хогсхед — Англія = 1000 фунтів = 453,6 кг

### Античні одиниці маси
- Дарейк = 1/3000 перського таланту = 8,64 м
- Драхма = 1/100 міни = 6 оболів = 3,9 г
- Міна = 390 г
- Обол = 650 мг
- Талант = 25,92 кг
- Халк = 81,25 мг
- Шекель = 14 г

### У країнахПівденно-Східної Азії
- Кетті = 500 г

### Давньоєврейські одиниці маси
- Мане = 2,28 кг[12]

### Арабські одиниці маси
- Арузза = 0,0186 р